# 내판역
내판역(Naepan station, 內板驛)은 세종특별자치시 연동면 내판리에 있는 경부선의 철도역이다. 현재는 모든 여객 열차가 정차하지 않으며, 신호장의 역할을 하고 있다.

## 역사
- 1924년 5월 1일 : 보통역으로 영업 개시[1]
- 1930년 2월 26일 : 소화물취급 개시[2]
- 1938년 12월 20일 : 역사 준공
- 1939년 7월 16일 : 화물취급 개시[3]
- 1948년 9월 14일 : 특급열차 '해방자호'가 서로 충돌해 미군 103명, 한국인 23명이 부상하는 사고가 발생[4]
- 1977년 5월 1일 : 화물취급 중지[5]
- 1983년 8월 1일 : 무배치간이역으로 격하[6]
- 1991년 9월 1일 : 소화물취급 중지[7]
- 1997년 2월 20일 : 신호장으로 변경[8]
- 2005년 8월 1일 : 모든 여객열차 통과
- 2008년 3월 10일 : 여객취급 중지[9]

## 역 구조
2면 2선의 상대식 승강장이 있는 지상역으로, 중간 2선으로 경부본선이 통과한다. 승강장은 폭이 좁으며, 여객 열차가 정차하지 않은 이후로 관리되고 있지 않다.

## 역 주변
- 연동면행정복지센터
- 세종연동우체국
- 대한교과서, 교과서박물관
- 연동초등학교

## 사진

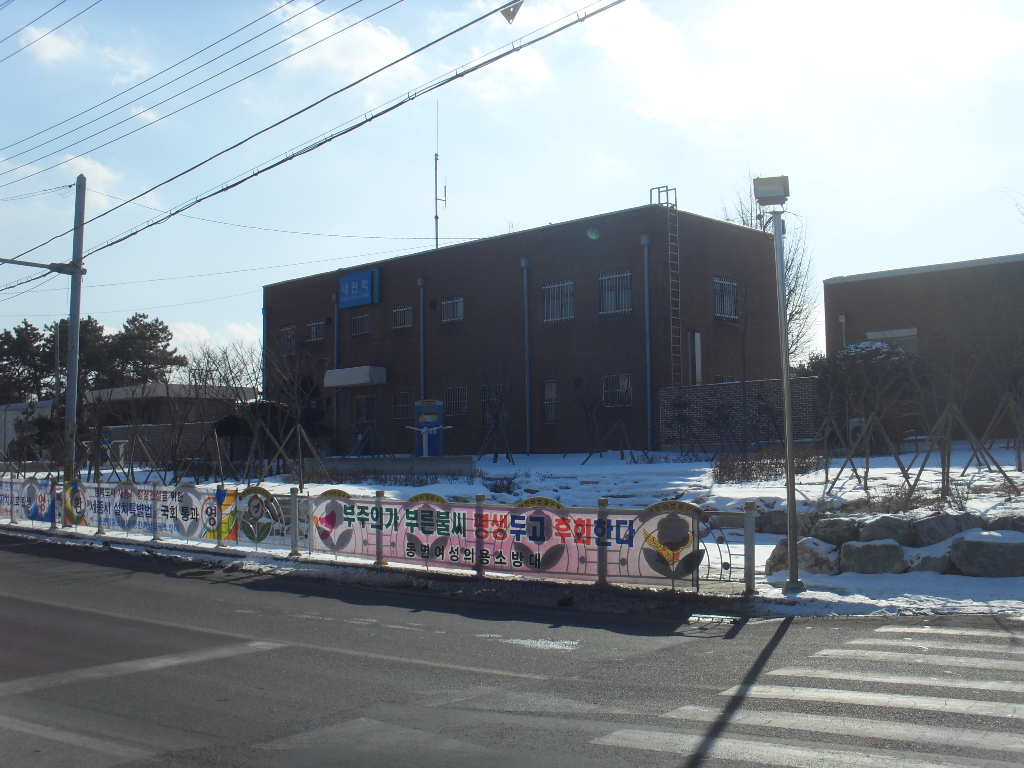
역사 정면
역사 정면
역에 게시된 안내문
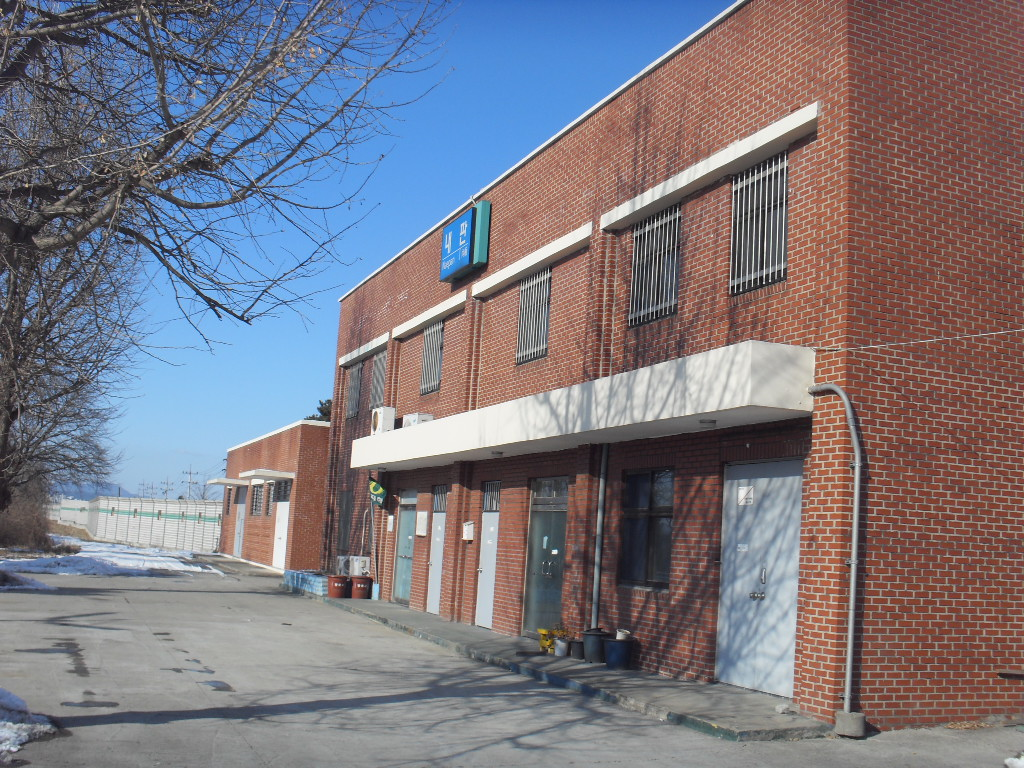
구내에서 본 역사
열차에서 보는 모습
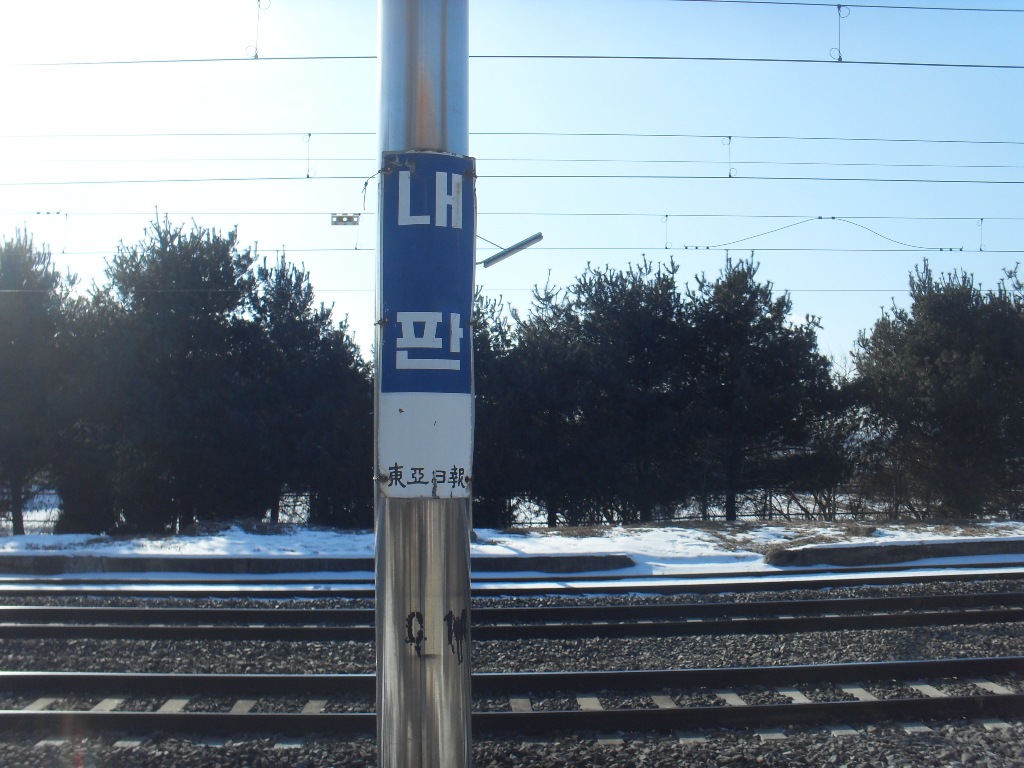
역명판
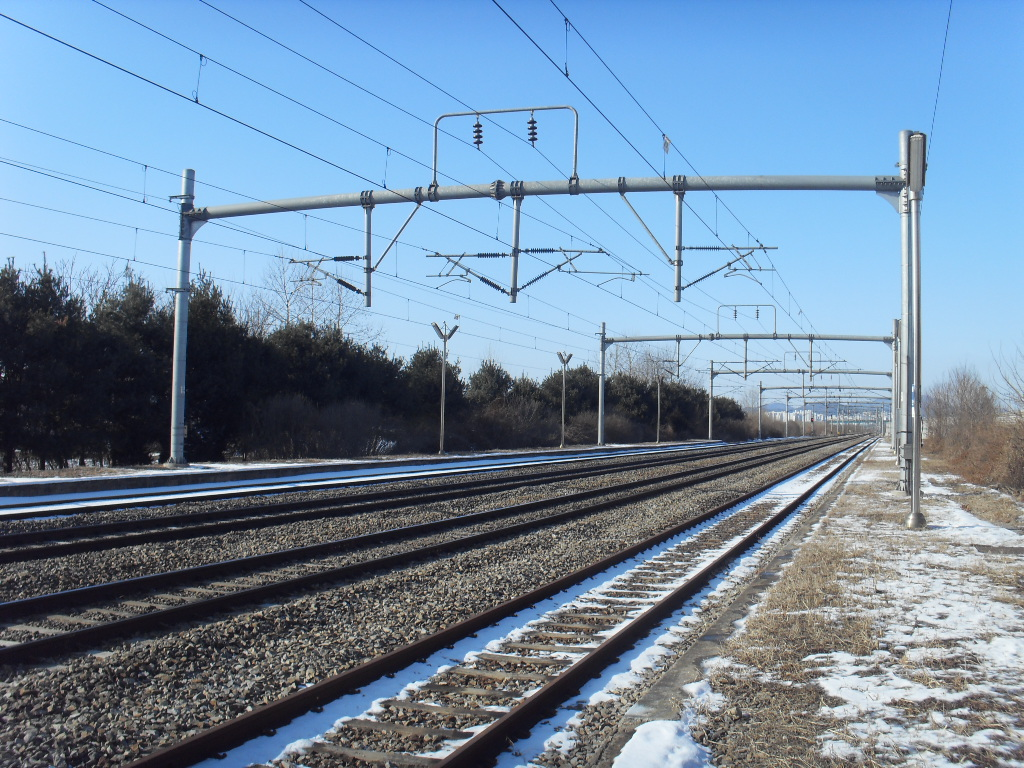
조치원, 서울 방향 구내 선로